# Leptognathia breviremis
Leptognathia breviremis är en kräftdjursart som först beskrevs av Wilhelm Lilljeborg 1864.  Leptognathia breviremis ingår i släktet Leptognathia och familjen Leptognathiidae. Arten är reproducerande i Sverige. Inga underarter finns listade i Catalogue of Life.